# Hedumsvattnet
Hedumsvattnet är en sjö i Munkedals kommun i Bohuslän och ingår i Örekilsälven-Strömsåns kustområde. Sjöns area är 0,019 kvadratkilometer och den är belägen 50 meter över havet.